# Alessandro Pompeo Berti
Alessandro Pompeo Berti, né à Lucques le 23 décembre 1686 et mort à Rome le 23 mars 1752, est un érudit et écrivain italien membre des Clercs réguliers de la Mère de Dieu.

## Biographie
Alessandro Pompeo Berti naît à Lucques, le 23 décembre 1686. C'est pour accomplir un vœu, sans doute fait par ses parents, qu’il entre à seize ans, à Naples, chez les Clercs réguliers de la Mère de Dieu. Il fait profession deux ans après. De retour à Lucques, il étudie pendant sept ans la philosophie, la scolastique et la théologie. Quand son ordination, il fait succéder à ses études celles de l’histoire sacrée et profane, des belles-lettres, et particulièrement de la poésie. Il s’adonne aussi pendant plusieurs années à l’éloquence de la chaire, et se fait une grande réputation d’orateur dans les principales villes d’Italie. Il est envoyé, en 1717, à Naples, pour enseigner la rhétorique aux jeunes novices, fonction qu’il remplit avec honneur pendant trois ans. Le marquis del Vasto le choisit ensuite pour son bibliothécaire. Le P. Berti augmente la bibliothèque de ce prince d’un grand nombre de bons livres. Il prend le même soin de celle de son couvent. Il introduit dans cette maison le goût des lettres, y institue une colonie Arcadienne, enseigne publiquement, dans le collège de son institut, la rhétorique, la philosophie moderne (c’est-à-dire cartésienne) et la théologie morale. Après avoir été pendant six ans recteur de ce collège, il est ensuite maître des novices à Lucques, il s’établit à Rome en 1739, et y reste jusqu’à sa mort. Il est nommé successivement vice-recteur, assistant général, et enfin, dans un chapitre général tenu en 1748, historien de son ordre ; il est associé à plusieurs académies, et l’un des membres les plus distingués de l’Arcadie romaine. Il est en même temps conseiller de la Congrégation de l'Index. Il meurt à Rome d’une attaque d’apoplexie, le 23 mars 1752.

## Œuvres
Mazzuchelli donne une liste de vingt-quatre de ses ouvrages imprimés, et vingt et un inédits. Nous réduirons la première aux ouvrages suivants :
- La Caduta de’ decemviri della romana republica per la funzione della serenissima republica di Lucca, Lucques, 1717 ;
- Canzone per le viltorie contro il Turco del principe Eugenio, Lucques, sans date, in-4° ;
- une lettre au savant Muratori sur la découverte des reliques de Saint-Pantaléon, martyr, dans la ville de Lucques, en 1714, imprimée dans le t. 27 du journal de’ Letterati d’Italia ;
- des vies de plusieurs académiciens de l’Arcadie, imprimées dans les recueils des ouvrages en prose de cette académie, entre autres celles de Giuseppe Valletta, Napolitain, de Carlo Carafa, et de Francesco Maria Carafa, de D. Antonio Gellio, de Francesco Muscettola, de Domenico Bartoli, de Lorenzo Adriani, du cardinal Francesco Buonvisi, et de Bernardino Moschini : elles y sont sous le nom académique de Nicasio Poriniano ;
- plusieurs traductions en italien d’ouvrages français d’un M. de Chanterène, pour qui il avait, à ce qu’il parait, une grande prédilection. Cet auteur est le célèbre Nicole, dont le P. Zaccaria, auteur d’une Histoire littéraire d’Italie, reproche au P. Berti (t. 6) d’avoir répandu en Italie, par ses traductions, la doctrine janséniste, et les dangereuses erreurs. Nicole avait fait paraître son traité de l’Education d’un prince, sous le nom de M. de Chanterène : c’est pourquoi le traducteur italien met le nom de Chanterène à tous les ouvrages de lui qu’il a fait passer dans sa langue. Ces ouvrages traduits sont : les Essais de morale, Venise, 1729, 4 vol. in-12 ; les Lettres, Venise, 1753, 2 vol. in-12 ; Traité de la prière, Venise, 1736, 2 vol. in-12 ; de l’Unité de l’Église, ou Réfutation du système du ministre Jurieu, Venise, 1742, in-12 ; Traité de la Comédie, Rome, 1752.
- Il traduisit aussi du français l’Abrégé de l’Histoire de France du P. Daniel, Venise, 1737, 3 vol. in-4°, dont il donna en même temps une continuation, depuis 1610 jusqu’en 1715, formant un 5e vol. in-4°, et le livre intitulé : La Science des Médailles, Venise, 1756, 2 vol. in-12.
- C’est de lui qu’est en plus grande partie un livre estimé des bibliographes, intitulé Calalogo della libreria Capponi, etc., con annotazioni in diversi luoghi, Rome, 1747, in-4°. Monsignor Giorgi, éditeur de ce livre, et qui n’y a que peu ajouté du sien, n’a pas même daigné y nommer le P. Berti. Ce fait, dénoncé par le P. Zaccaria, loco citato, en est d’autant plus essentiel à relever.
- Ses poésies sont imprimées dans plusieurs recueils, surtout clans ceux de l’académie arcadienne.

Parmi ses ouvrages restés inédits, on doit surtout distinguer ses Memorie degli scrittori Lucchesi, rendus célèbres par les citations que plusieurs auteurs en ont faites. Ils étaient prêts, dès 1716, à être livrés à l’impression, et l’auteur s’était engagé, dans le journal de’ Letterati d’Italia, t. 27, à les publier incessamment. Mazzuchelli, ne les voyant point paraître en 1739, fit demander au P. Berti, par un ami commun, les raisons de ce délai ; il lui fut répondu que des difficultés que l’auteur avait éprouvées l’obligeaient à refondre son ouvrage, et à le disposer dans un autre ordre. Les noms y étaient rangés par familles; les familles les plus anciennes avaient été remplacées par de nouvelles dans les dignités de cette petite République, et les nouveaux gouvernants et tout ce qui leur appartenait ne voulaient pas qu’il parût qu’ils eussent eu parmi leurs parents et leurs aïeux des médecins, des savants, et d’autres gens de cette espèce. Il nous a paru bon de ne pas oublier ce petit trait de vanité aristocratique, naïvement rapporté par Muzzuchelli lui-même, et auquel est due la suppression d’un ouvrage dont il eût sans doute enrichi le sien.